# Marilyn Waring
Marilyn Joy Waring (7 d'octubre de 1952) és una política i intel·lectual feminista neozelandesa, professora del Centre de Polítiques Públiques de la Universitat Tecnològica d'Auckland. Fou diputada del Parlament de Nova Zelanda de 1975 a 1984. Hom la considera fundadora de l'economia feminista.
El seu llibre If Women Counted és una anàlisi de l'economia moderna. L'obra sosté que l'economia dominant ignora el treball no remunerat de les dones, i que l'economia mundial passa per alt el valor de la naturalesa. Nogensmenys, ha criticat el concepte del PIB, la mesura econòmica que va esdevenir la base del Sistema de Comptes Nacionals de les Nacions Unides després de la Segona Guerra Mundial, atès que «comptbilitza els vessaments de petroli i les guerres com a contribuents al creixement econòmic, mentre que la criança i la cura dels infants es consideren sense valor». La seva tasca ha influït en acadèmics, en la comptabilitat governamental de diversos països i en polítiques de les Nacions Unides.
L'any 1995, Terre Nash va fer una pel·lícula documental sobre Waring titulada Who's Counting? Marilyn Waring on Sex, Lies and Global Economics.

## Primers anys
Marilyn Waring es va criar a Taupiri, un poblet a prop de Ngāruawāhia, on els seus pares tenien una carnisseria. El seu besavi Harry (Arthur Henry) Waring havia emigrat a Nova Zelanda des de Hopesay, al Herefordshire, Anglaterra, el 1881, i havia establert una carnisseria familiar a Taupiri. El 1927 Harry Waring es va presentar sense èxit a les eleccions al Parlament al districte de Raglan pel partit de la Reforma, l'antecessor del Partit Nacional. De petita, tenia bona veu de soprano, i els seus pares tenien l'esperança que es convertís en cantant clàssica. El 1973, Waring va obtenir un grau amb honors en ciències polítiques i política internacional a la Victoria University of Wellington.

## Carrera

### Carrera política
| Parlament de Nova Zelanda | Parlament de Nova Zelanda | Parlament de Nova Zelanda | Parlament de Nova Zelanda |
| Anys                      | Mandat                    | Districte                 | Partit                    |
| ------------------------- | ------------------------- | ------------------------- | ------------------------- |
| 1975–1978                 | 39è                       | Raglan                    | Nacional                  |
| 1978–1981                 | 38è                       | Waipa                     | Nacional                  |
| 1981–1984                 | 40è                       | Waipa                     | Nacional                  |

Waring va afiliar-se al Partit Nacional mentre encara era estudiant a Victoria University. Es va afiliar perquè donava suport al parlamentari Venn Young, que havia presentat una moció al parlament per reformar la llei sobre homosexualitat; el Primer Ministre, el laborista Norman Kirk, s'hi havia opsoat.
A les eleccions generals de 1975, va ser escollida parlamentària del Partit Nacional per al districte de Raglan. La seva selecció l'any 1975 reflectia la seva "evident capacitat i ... conviccions ben articulades", però va tenir ajuda perquè els dos candidats més coneguts s'odiaven entre ells, i quan un va quedar eliminat, el seu suport va ser per Waring per evitar que sortís l'altre. Amb 23 anys, era la parlamentària més jove en el moment de ser elegida.
Juntament amb Colleen Dewe, en aquell moment, van ser tot just la catorzena i quinzena dones elegides al Parlament de Nova Zelanda. Era una de les dues úniques dones del grup parlamentari que donava suport al govern. En aquelles eleccions només es van escollir quatre dones. Després de les eleccions de 1978 va ser l'única parlamentària governamental, fins al 1981, que Ruth Richardson fou escollida. Tant Waring com Richardson eren membres del Women's Electoral Lobby.
Gairebé de seguida es va enfrontar amb el Primer Ministre Robert Muldoon, del seu mateix partit, i van haver-hi alguns episodis conflictius, encara que en alguns temes, com els subsidis a les mares solteres, estaven d'acord, perquè Muldoon creia en l'estat del benestar
Durant la seva època al Parlament, va ser presidenta del Comitè de Despesa Pública, membre sènior del Comitè d'Afers Exteriors, i va ser al Comitè de Desarmament i Control d'Armes. El seu nomenament al Comitè de Despesa Pública després de les eleccions de 1978 fou una fita considerable, tenint en compte que només feia tres anys que era parlamentària. Segons Barry Gustafson,
Waring recordava que 'gairebé vaig caure de la cadira' quan Muldoon, sense cap consulta prèvia, va anunciar al grup parlamentari que ella seria la presidenta del molt influent Comitè de Despesa Pública. Això era un càrrec molt important per a una parlamentària amb només tres anys d'experiència, encara més tenint en compte la seva joventut, i les polèmiques del primer mandat. No obstant, Muldoon sabia que Waring tenia opinions i valors semblants als seus sobre economia i que tenia la capacitat intel·lectual i l'empenta per sortir-se'n d'investigacions i anàlisis complexes. També tenia clar que no la intimidarien ni ministres ni alts càrrecs.
També va formar part del "Comitè Selecte per Ofenses Violentes", interessant-se especialment per l'Aroha Trust, format per dones del grup criminal neozelandès Black Power. Com a Membre del Parlament, també va ser Observadora per Nova Zelanda a la Comissió de les Nacions Unides sobre l'estatus de les Dones, i va ser presidenta de la delegació de Nova Zelanda a la conferència de l'OCDE sobre el paper de les dones a l'economia de 1978.
Waring havia tingut desacords especialment greus amb la política del Partit Nacional sobre la desnuclearització de Nova Zelanda i, el 14 de juny de 1984, va informar als líders del partit que votaria de forma independent sobre assumptes nuclears, de desarmament, i violació, però que continuaria donant confiança al Govern. Com que la majoria del Partit Nacional era només per un vot, era probable (encara que no segur) que el govern perdés en assumptes que Muldoon considerava de seguretat nacional.
Aquella tarda Muldoon va decidir convocar eleccions anticipades per al 14 de juliol (tocaven eleccions a final d'any). Les eleccions van ser un desastre per al Partit Nacional. Waring va dir al biògraf de Muldoon que l'havia provocat expressament perquè ho fes. El nou govern laborista va crear la legislació per desnuclearitzar Nova Zelanda. En la seva autobiografia, The Political Years, va descriure com reia mentre Muldoon l'esbroncava en una oficina del Parlament, i explicava que es menjava una poma per provocar-lo mentre Muldoon bevia i s'anava enrabiant.

### Feina acadèmica
El 1984 Waring va deixar la política i va tornar al món acadèmic, on la seva recerca s'ha concentrat en l'economia feminista, el benestar, els drets humans i en els factors econòmics que influeixen en la legislació i les ajudes.
El 1988 va publicar If Women Counted (publicat originalment amb una introducció de Gloria Steinem). El llibre també s'ha publicat amb el nom Counting for Nothing, però es coneix sobre tot pel primer títol. Critica l'ús del PNB com a substitut de "progrés", i argumenta que el fet de no valorar les dones i la natura provoca decisions en la globalització que tenen conseqüències involuntàries però terribles per al món. Segons Julie A. Nelson, 
"L'obra de Marilyn Waring va despertar la gent. Va mostrar exactament com la feina no pagada que fan tradicionalment les dones s'ha invisibilitzat dins els sistemes de comptabilitat nacionals, i el mal que això provoca. El seu llibre […] va encoratjar i influir sobre una àmplia gamma d'obres sobre les formes, tant numèriques com d'un altre tipus, d'avaluar, conservar i recompensar la feina de cura que sosté les nostres vides. En denunciar un menyspreu semblant de l'entorn natural, també va fer una crida a tenir en compte qüestions de sostenibilitat ecològica que, amb el temps, encara han guanyat urgència. En les dècades recents, el camp de l'economia feminista s'ha ampliat per incloure aquests temes i encara més".
És alhora pensadora i pragmàtica, i la seva obra ha influït tant l'àmbit acadèmic com les polítiques de les Nacions Unides. If Women Counted "va convèncer les Nacions Unides de canviar la definició de Producte Nacional Brut, va inspirar nous mètodes comptables en dotzenes de països i va ser el document fundacional de la disciplina de l'economia feminista." Waring continua reptant els governs perquè adoptin les seves idees encara que alguns països com ara Escòcia, Nova Zelanda, Austràlia, Canadà i Corea del Sud han reconegut la feina no pagada i han millorat les eines de recol·lecció de dades i estadístiques per ajudar en la presa de decisions.
El 1989 Waring es va doctorar en economia política a la Universitat de Waikato amb una tesi sobre el Sistema de Comptabilitat Nacional de les Nacions Unides, i el 1990 va rebre una beca del Consell de Recerca de Nova Zelanda per continuar treballant sobre "drets humans de la dona" a la Universitat de Waikato.
Entre 1991 i 1994, Waring va fer de professora sobre Política Pública i la Política dels Drets Humans al Departament de Ciències Polítiques de la Universitat de Waikato a Nova Zelanda.
El maig de 2006, Waring fou nomenada Professora de Política Pública a l'Institute for Public Policy (IPP) de la Universitat Tecnològica d'Auckland. La seva recerca es concentra en governança i polítiques públiques, economia política, anàlisi de gènere, i drets humans.
Fou una dels 16 intel·lectuals destacats convidats a contribuir a una publicació francesa sobre drets humans al voltant del món el 2007, juntament amb Ken Loach, Maude Barlow, Walden Bello i Susan George.
El 2014, es va publicar l'antologia Counting on Marilyn Waring: New Advances in Feminist Economics, editada per Margunn Bjørnholt i Ailsa McKay. Segons Choice: Current Reviews for Academic Libraries, el llibre explora "una gamma ampla de qüestions—incloent el significat fonamental del creixement i l'activitat econòmica fins al consum, l'atenció sanitària, la mortalitat, la feina de casa no pagada, fer de mare, l'educació, la nutrició, la igualtat i la sostenibilitat" i revela "la gran perspectiva, profunditat i substància que poden créixer a partir d'idees innovadores i anàlisi crítica". Diane Elson argumenta que "malgrat molts esforços valuosos, les dones encara no compten com a tals en el desenvolupament e la política econòmica. Aquest llibre és una contribució imaginativa a una lluita que continua".
Segons Wired,
"Marilyn Waring és una pensadora extremadament clarivident sobre les conseqüències desastroses d'utilitzar mesures com el PNB com a indicadors del "progrés" o el "benestar" d'un país. També ha analitzat com l'economia, tal com es practica actualment com a "ciència", és radicalment defectuosa i promou decisions en la globalització que tenen conseqüència involuntàries però terribles per al món. Hem d'adonar-nos que no podem abordar els problemes d'atenció sanitària, ni les qüestions mediambientals, ni la seguretat alimentària, ni la democràcia ni els drets de la dona com a coses aïllades; s'han de veure com un conjunt de problemes interrelacionats, i qui vulgui provocar algun canvi en la condició humà a de mirar tots aquests factors".

### Col·laboració en ajuda internacional
Waring ha dirigit l'equip de Gènere i Governança per la Missió d'Assistència Regional a les Illes Solomon. També va dirigir el projecte més gran a la zona Àsia-Pacífic del Programa de les Nacions Unides per al Desenvolupament per a la Iniciativa de Gènere i Gestió de la Política Econòmica. Va dirigir els equips del Secretariat de la Commonwealth sobre Treball No Remunerat i HIV/Sida i sobre Protecció Social. També ha treballat com a experta tècnica en gènere i pobresa tant per al PNUD com per al govern australià.

### Altres
Juntament amb Ngahuia Te Awekotuku va contribuir l'article "Estrangeres a la nostra pròpia terra" a l'antologia de 1984 Sisterhood Is Global: The International Women's Movement Anthology, editada per Robin Morgan.
Waring parla regularment sobre drets dels gais i lesbianes, i més recentment en suport del matrimoni homosexual. El tabloide New Zealand Truth va anunciar que era lesbiana el 1976. En aquella època no va voler fer-hi cap comentari i el Primer Ministre, Robert Muldoon, es va moure ràpidament per a minimitzar la publicitat i protegir-la; l'actitud general entre la classe política era que ellà era un afer privat. A més, la identificació forta de Waring amb la lluita pro-avortament i el feminisme van fer que el seu lesbianisme no fos el que destacava més en ella. Des que va deixar el Parlament el 1984, Waring ha reconegut més obertament la seva orientació sexual.

## Nomenaments i afiliacions
Waring va ser membre del Consell del banc central de Nova Zelanda entre 2005 i 2009. Ha treballat de consultora i membre del consell d'organitzacions internacionals com el Secretariat de la Commonwealth, el Secretariat de la Comunitat del Pacífic (SPC), el Programa de les Nacions Unides per al Desenvolupament, la Missió d'Assistència Regional a les Illes Solomon (RAMSI), l'International Development Research Centre (Ottawa, Canadà) i l'Associació per als Drets de les Dones en el Desenvolupament.

## Ramaderia
A partir de 1984 i entre els seus compromisos acadèmics i activistes, Waring va tenir una granja de cabres d'Angora i ramaderia de carn, a la seva granja al nord d'Auckland. Va escriure un llibre sobre la seva experiència de viure a la granja, qüestions internacionals, política neozelandesa, qüestions feministes i dones amb influència: In the Lifetime of a Goat: Writings 1984–2000; la base del llibre van ser les seves populars columnes al New Zealand Listener amb el títol Cartes a les Meves Germanes entre 1984 i 1989. Va organitzar la seva granja amb la màxima simplicitat i auto-suficiència. Waring va deixar de criar cabres el 2003.

## Premis i reconeixements
- En la cerimònia d'Honors de l'any nou 2020, Waring va rebre l'Orde del Mèrit de Nova Zelanda, per serveis a les dones i a l'economia.[39]
- 2019: BBC 100 Women[40]
- 2018: Premi Top 200 Deloitte per a Líder Visionària[41]
- 2014: Premi d'Economia del New Zealand Institute of Economic Research (NZIER) – per reconèixer i premiar contribucions concretes en els camps de l'economia aplicada, la disseminació econòmica i la política econòmica que afectin a Nova Zelanda.[42]
- 2013: Premis inaugurals Westpac/Fairfax "Dones Influents" – guanyadora de la categoria de Ciència i Innovació.[43]
  - Premi d'Amnistia Internacional al Defensor dels Drets Humans de Nova Zelanda[44]
- 2011: Doctora en Lletres (D.Litt.) honoris causa, Glasgow Caledonian University, per la seva "contribució internacional destacada a la comprensió del feminisme i dels drets humans de la dona"[45]
- 2008 Companion de l'Orde del Mèrti de Nova Zelanda pels seus "serveis a les dones i l'economia"[46]
- 2000 La Facultat d'Infermeria (Aotearoa) va anunciar un premi anual per estudis graduats anomenat Beca Marilyn Waring
- 1995 Dia d'Hiroshima: Premi especial de la Fundació de Nova Zelanda per als Estudis i el Treball per la Pau
- 1993 Suffrage Centenary Medal
- 1990 Commemorative Medal
- 1977 Medalla del Jubileu de Plata de la Reina Elisabet II

La feina de Waring va ser el tema d'una pel·lícula de 1995 de la directora Terre Nash, produït pel National Film Board of Canada, titulat Who's Counting? Marilyn Waring on Sex, Lies and Global Economics (Qui compta? Marilyn Waring sobre el sexe, les mentides i l'economia global). El 2012, la van incloure a la llista de la revista Wired de "50 persones que canviaran el món". Una antologia titulada Counting on Marilyn Waring: New Advances in Feminist Economics es va publicar el 2014, editada per Margunn Bjørnholt i Ailsa McKay amb contribucions d'un grup divers d'estudiosos sobre els avenços en l'economia feminista des de la publicació d'If Women Counted.
Al llibre de 2019 de Melinda Gates The Moment of Lift: How Empowering Women Changes the World es parla de l'obra de Waring; l'expresident dels Estats Units Barack Obama va protagonitzar un sketch humorístic per promocionar el llibre.

## Obra publicada
- Waring, Marilyn. Women, Politics, and Power: Essays, Unwin Paperbacks-Port Nicholson Press (1984). Issues on women in Parliament, apartheid and New Zealand sport, Nuclear Free New Zealand. ISBN 0-86861-562-5
- Waring, Marilyn. If Women Counted: A New Feminist Economics, Harper & Row (1988), republished by Macmillan, Allen & Unwin and University of Toronto Press several times under its original title and as Counting for Nothing
- Waring, Marilyn. Three Masquerades: Essays on Equality, Work and Hu(man) Rights, Auckland: Auckland University Press with Bridget Williams Books (1996) ISBN 0-8020-8076-6. Three Masquerades includes references to Waring's years in Parliament, which she describes as "an experience of counterfeit equality". It also looks at her experiences with farming and with the development field, where she was "daily confronted with the travesty of excluding women's unpaid work from the policy-making process".
- Waring, Marilyn. In the Lifetime of a Goat: Writings 1984–2000, Bridget Williams Books (April 2004) ISBN 1-877242-09-8
- Waring, Marilyn. Managing Mayhem : Work Life Balance in New Zealand, Dunmore Publishing (2007). ISBN 9781877399282
- Waring, Marilyn. 1 Way 2 C the World: Writings 1984–2006, University of Toronto Press (2011)
- Anit N Mukherjee, Marilyn Waring, Meena Shivdas, Robert Carr. Who Cares?: The Economics of Dignity, Commonwealth Secretariat (2011). ISBN 978-1-84929-019-7
- Waring, Marilyn & Kearins, Kate. Thesis Survivor Stories, Exisle Publishing (2011). Practical Advice on Getting Through Your PhD or Masters Thesis. ISBN 978-0-9582997-2-5
- Anit N Mukherjee, Elizabeth Reid, Marilyn Waring, Meena Shivdas. Anticipatory Social Protection: Claiming dignity and rights, Commonwealth Secretariat (2013). ISBN 978-1-84929-095-1
- Waring, Marilyn. Still Counting: Wellbeing, Women's Work and Policy-making. Bridget Williams Books (2019) ISBN 9781988545530
- Waring, Marilyn. Marilyn Waring: the Political Years. Bridget Williams Books (2019). ISBN 978-1-98854-593-6

## Filmografia
- Who's Counting? Marilyn Waring on Sex, Lies and Global Economics (1995). Dirigida per Terre Nash i produïda pel National Film Board of Canada. La pel·lícula es pot veure a nfb.ca Arxivat 2011-08-06 a Wayback Machine..

## Àudio
- Marilyn Waring on TUC Radio. Versió en àudio del vídeo "Who's Counting?" (anomenat també "Counting for Nothing"). L'àudio té dues parts, accessibles directament aquí i aquí

## Discografia
- Senzill amb "Working Class Hero" (versió de John Lennon) a la cara A i Couldn't Get It Right (versió de la Climax Blues Band) a la cara B (1980).[54]